# Roquan Smith
Roquan Smith (Montezuma, 8 aprile 1997) è un giocatore di football americano statunitense che milita nel ruolo di linebacker per i Baltimore Ravens della National Football League (NFL).

## Carriera universitaria
Al college Smith giocò a football con i Georgia Bulldogs dal 2015 al 2017. Nell'ultima stagione fu premiato come miglior giocatore della finale della Southeastern Conference, oltre che come difensore dell'anno della SEC dall'Associated Press. Divenne inoltre il primo giocatore dei Bulldogs ad aggiudicarsi il Butkus Award e venne votato come All-American.

## Carriera professionistica

### Chicago Bears
Il 26 aprile 2018 Smith fu scelto come ottavo assoluto nel Draft NFL 2018 dai Chicago Bears. Debuttò come professionista subentrando nella gara del primo turno contro i Green Bay Packers mettendo a segno 3 tackle e un sack su Aaron Rodgers. La sua annata si chiuse disputando tutte le 16 partite, con 121 placcaggi, 5 sack e un intercetto, venendo inserito nella formazione ideale dei rookie dalla Pro Football Writers Association.
Nel 2020 Smith si classificò secondo nella NFL in placcaggi con perdita di yard, venendo inserito nel Second-team All-Pro.
Nella settimana 2 della stagione 2021 Smith trascinò la difesa dei Bears alla vittoria contro i Cincinnati Bengals facendo registrare 8 tackle, un intercetto ritornato in touchdown e un sack. A fine stagione fu inserito nel Second-team All-Pro dopo essersi classificato quinto nella NFL con 163 tackle.
Nella settimana 3 della stagione 2022 Smith fu in dubbio per un problema a un'anca fino a poco prima della partita, tuttavia scese in campo e disputò una delle migliori gare della carriera facendo registrare 16 tackle e un intercetto fondamentale per la vittoria dei Bears sugli Houston Texans per 23-20.

### Baltimore Ravens
Il 31 ottobre 2022 Smith fu scambiato con i Baltimore Ravens per A.J. Klein, una scelta del secondo giro e del quinto giro del Draft 2023. Fu premiato come miglior come difensore della AFC delle gare di dicembre e gennaio in cui in sei partite mise a segno 66 tackle (6 con perdita di yard), 3 passaggi deviati, un sack e un intercetto. A fine stagione fu convocato per il suo primo Pro Bowl e inserito nel First-team All-Pro dopo essersi classificato terzo nella NFL con 169 tackle totali. Il 10 gennaio 2023 Smith firmó un rinnovo quinquennale del valore di 100 milioni di dollari che lo rese il linebacker più pagato della storia.
Nel 2023 Smith fu convocato per il suo secondo Pro Bowl e inserito nel First-team All-Pro dopo avere fatto registrare 158 placcaggi, 1,5 sack, un intercetto e un fumble forzato.
Nel primo turno della stagione 2024, Smith guidò la squadra con 7 placcaggi e mise a segno un intercetto su Patrick Mahomes nella sconfitta contro i Kansas City Chiefs campioni in carica. A fine stagione fu convocato per il suo terzo Pro Bowl e inserito nel First-team All-Pro dopo essersi classificato quinto nella NFL con 154 placcaggi.

## Palmarès
- Convocazioni al Pro Bowl: 3

2022, 2023, 2024
- First-team All-Pro: 3

2022, 2023, 2024
- Second-team All-Pro: 2

2020, 2021
- Difensore dell'AFC del mese: 1

dicembre 2022/gennaio 2023
- PFWA All-Rookie Team - 2018